# Vilela
Vilela (Uakambalelté), pleme ili skupina plemena i bandi porodice Vilelan naseljenih na području provincije Chaco na Gran Chaca u sjevernoj Argentini. O Vilelama kao i o Lule Indijancima, malo je poznato, tek ponešto iz zapisa jezuitskih misionara. Mnogi su nestali ili su asimilirani u mestičku populaciju Chaca ili među Toba Indijance s kojima su bili u permanentnim kontaktima. Naziv označava  'one koji govore /jezikom/ waqha; "los que hablan waqha." Porijeklom su od starih Vacaa.